# Лени, Пауль
Пауль Лени (нем. Paul Leni; 8 июля 1885, Штутгарт — 2 сентября 1929, Лос-Анджелес) — немецкий художник-оформитель, художник-декоратор и режиссёр, оказавший значительное влияние на экспрессионизм в кино.

## Биография
Родился 8 июля 1885 года в Штутгарте в семье банкира. С детства увлекался рисованием. По окончании гимназии поступил в Академию изящных искусств в Берлине. Работал художником-оформителем и художником-декоратором в городском театре им. Фридриха Вильгельма и в Берлинском театре, в том числе для Макса Рейнхардта.
С 1913 года работал художником-декоратором на фильмах Джоэ Мая и Макса Мака. В 1916 году снял в качестве режиссёра пропагандистский фильм «Дневник доктора Харта». С 1917 года снова работал в Берлине художником-декоратором на фильмах Эрнста Любича и в качестве режиссёра поставил среди прочего фильм-сказку «Спящая красавица».
В 1918–1919 годах он оформил декорации для трехчасового монументального фильма Джоэ Мая «Истина побеждает». В качестве режиссёра снял фильмы «Принц-кукушка» по роману Отто Юлиуса Бирбаума, «Заговор в Генуе» по драме Фридриха Шиллера и «Чёрный ход», в котором происходило смешение реалистического и экспрессионистского стилей. Большим успехом пользовался его фильм «Кабинет восковых фигур», ставший одним из наглядных примеров экспрессионистского кино.
В дополнение к своей режиссерской работе Лени продолжал создавать декорации для других режиссеров, в первую очередь Эвальда Андре Дюпона, Джоэ Мая, Рихарда Освальда, Карла Грюне, Александра Корды, Артура Робисона и Михаэля Кертеша, который позднее стал известен в Голливуде как Майкл Кёртис. В 1925 году вместе с оператором и специалистом по трюковой съемке Гвидо Зеебером разработала серию из восьми кинематографических кроссвордов, которые были показаны в кинотеатрах как Ребус-фильм. 
Лени не порывал и связей со сценой. В 1923 году вместе с композитором Гансом Маем он открыл на Потсдамской площади артистическое кабаре «Гондола», для которого в том числе и Курт Тухольский писал тексты песен. Для крупных кинотеатров Берлина он ставил короткие сценические прологи, которые исполнялись на торжественных премьерах перед основным фильмом. 
https://commons.wikimedia.org/wiki/File:Paul_Leni._Gondola_singing_%22J%C3%A4ger_aus_Kurpfalz%22._1923.jpg
В 1926 году оформил обложку знаменитой книги «Экспрессионизм и кино» Рудольфа Куртца.
В 1927 году Лени и его жена, танцовщица и актриса Лоре Селло (1897–1989), поехали через Вашингтон в Голливуд, где его нанял кинопродюсер Карл Леммле. Лени быстро приспособился к американской студийной системе, сняв четыре коммерчески и художественно успешных фильма. Большим успехом в Европе пользовалась его экранизация романа Виктора Гюго «Человек, который смеется» с Конрадом Фейдтом в главной роли .
Летом 1929 года в результате заражения крови Лени заболел воспалением сердца. Он умер 2 сентября 1929 года в Голливуде во время подготовки к своему первому звуковому фильму «Дракула», который в результате поставил Тод Броунинг с актером Белой Лугоши в заглавной роли.

## Режиссёр
- 1916 — Das Tagebuch des Dr. Hart
- 1917 — Prima Vera
- 1917 — Dornröschen
- 1918 — Das Rätsel von Bangalor (фильм утерян, сохранился фрагмент в 12,5 метров)
- 1918 — Die platonische Ehe
- 1919 — Prinz Kuckuck — Die Höllenfahrt eines Wollüstlings (фильм не сохранился)
- 1920 — Patience. Die Karten des Todes (фильм не сохранился)
- 1921 — Die Verschwörung zu Genua
- 1921 — Чёрный ход / Hintertreppe
- 1924 — Кабинет восковых фигур / Das Wachsfigurenkabinett
- 1927 — Кот и канарейка
- 1927 — The chinese parrot (фильм не сохранился)
- 1928 — Человек, который смеётся / The Man Who Laughs
- 1929 — The last warning